# SMS Preußen (1876)
El SMS Preußen fue una fragata blindada (panzerfregatte) de la Marina Imperial alemana, botada en 1873 en Stettin, (Imperio alemán), como la primera de los tres buques de su clase, compuesta además por el SMS Friedrich der Große, botado en 1874 en Kiel, y el SMS Großer Kurfürst, botado en 1875 en Wilhelmshaven.

## Diseño

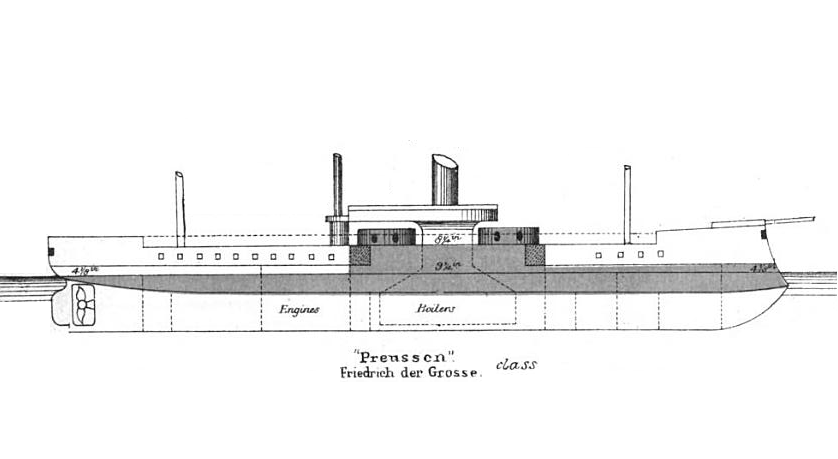
Alzado en esquema del SMS Preußen (aquí como Preussen)

Junto a los otros buques de su clase, fueron los primeros acorazados de torretas construidos en Alemania para la nueva Armada imperial, independientemente de los constructores extranjeros. Inicialmente, se diseñaron como buques de casamata, aunque posteriormente fueron designados como fragatas blindadas. Pero una vez que la construcción comenzó, el diseño fue modificado para montar su armamento principal en torretas. Entonces fueron reclasificados como Panzerschiffe (buques acorazados). 
Tenían una eslora de 96 m para un desplazamiento de 6820 t, con un blindaje de hierro sobre planchas de teca. El blindaje de las torretas era de 203 mm, el del cinturón acorazado de 228 mm a mitad del buque, que se reducía hasta los 102 mm en los extremos. Su aparejo vélico tenía una superficie de 1834 m², y navegando a vapor sus máquinas le permitían alcanzar una velocidad máxima de 14 nudos. Su armamento estaba formado por 6 cañones de 200 mm y cuatro de 170 mm. La tripulación estaba compuesta por 46 oficiales y 454 hombres entre suboficiales y marinería.

## Historial
La quilla del SMS Preußen fue puesta en grada en 1870 por AG Vulcan en Stettin. Fue botado el 22 de noviembre de 1873 y asignado el 4 de julio de 1876. Sirvió con la flota hasta 1891, cuando fue destinado a tareas en el puerto de Wilhelmshaven hasta 1906. Fue renombrado como SMS Saturn en 1903 cuando un nuevo acorazado fue bautizado con el nombre de Preußen). Fue utilizado como depósito de carbón desde 1906 y desguazado en 1919.

### 1879-1888
El 5 de mayo de 1879 se reactivó el escuadrón blindado, compuesto por el Preußen, su gemelo Friedrich der Große y las antiguas fragatas blindadas Kronprinz y Friedrich Carl. El crucero de entrenamiento anual de verano se llevó a cabo principalmente solo en el Mar Báltico, además de un corto viaje en junio a la costa de Noruega. Durante el crucero, los barcos hicieron escala en Rusia, donde fueron recibidos por el zar Alejandro III; Después de regresar a Alemania, fueron visitados por el káiser Guillermo I en la bahía de Danzig. El Preußen también se utilizó para remolcar un nuevo dique seco flotante desde Swinemünde a Kiel. Los cuatro barcos regresaron en septiembre a Kiel, donde fueron desmovilizados durante el invierno. El 24 de marzo de 1880, el Preußen vio reducido su acción temporalmente a la flota de reserva, antes de ser reactivado el 3 de mayo para el servicio con el Escuadrón Acorazado. Wilhelm von Wickede, un ex oficial naval austríaco, reemplazó a Batsch como comandante de escuadrón. Una vez más, el escuadrón permaneció en el Báltico para el crucero de verano, con la excepción de una breve visita a Wilhelmshaven y Cuxhaven en agosto. Durante los ejercicios del escuadrón en julio, el Preußen fue visitado por Stosch, el príncipe heredero Federico y su hijo, el príncipe Guillermo.
El crucero de verano de 1881 siguió el mismo patrón que el año anterior. Wickede volvió a actuar como comandante. En julio, los barcos acogieron una visita del escuadrón de reserva británico, que en ese momento incluía el primer acorazado británico, el HMS Warrior. el Preußen y el resto del escuadrón visitaron Danzig en septiembre durante una reunión entre el káiser Guillermo I y el zar Alejandro III. El Preußen entró en servicio activo en 1882 del 2 de mayo al 25 de septiembre. La travesía de verano incluyó a los mismos cuatro acorazados del año anterior y nuevamente estuvo comandado por Wickede, quien para entonces había sido ascendido a Contraalmirante (Konteradmiral). El Preußen se mantuvo en reserva durante las maniobras anuales de verano que comenzaron en 1883, cuando nuevos barcos, incluidos los cuatro ironclads de la clase Sachsen, entraron en servicio. De 1883 a 1884, el barco pasó por una modernización que incluyó nuevas calderas y un castillo de popa reconstruido. Su aparejo de vela también se redujo en ese momento. A partir de 1885 se llevaron a cabo más trabajos de modernización, incluida la adición de dos cañones Hotchkiss de 37 mm y cinco tubos de torpedos sumergidos en el casco. El trabajo se completó el 4 de noviembre de 1888, aunque no se volvió a poner en servicio de inmediato. En cambio, fue asignada a la recién formada División de Reserva del Mar del Norte.

### 1889-1919

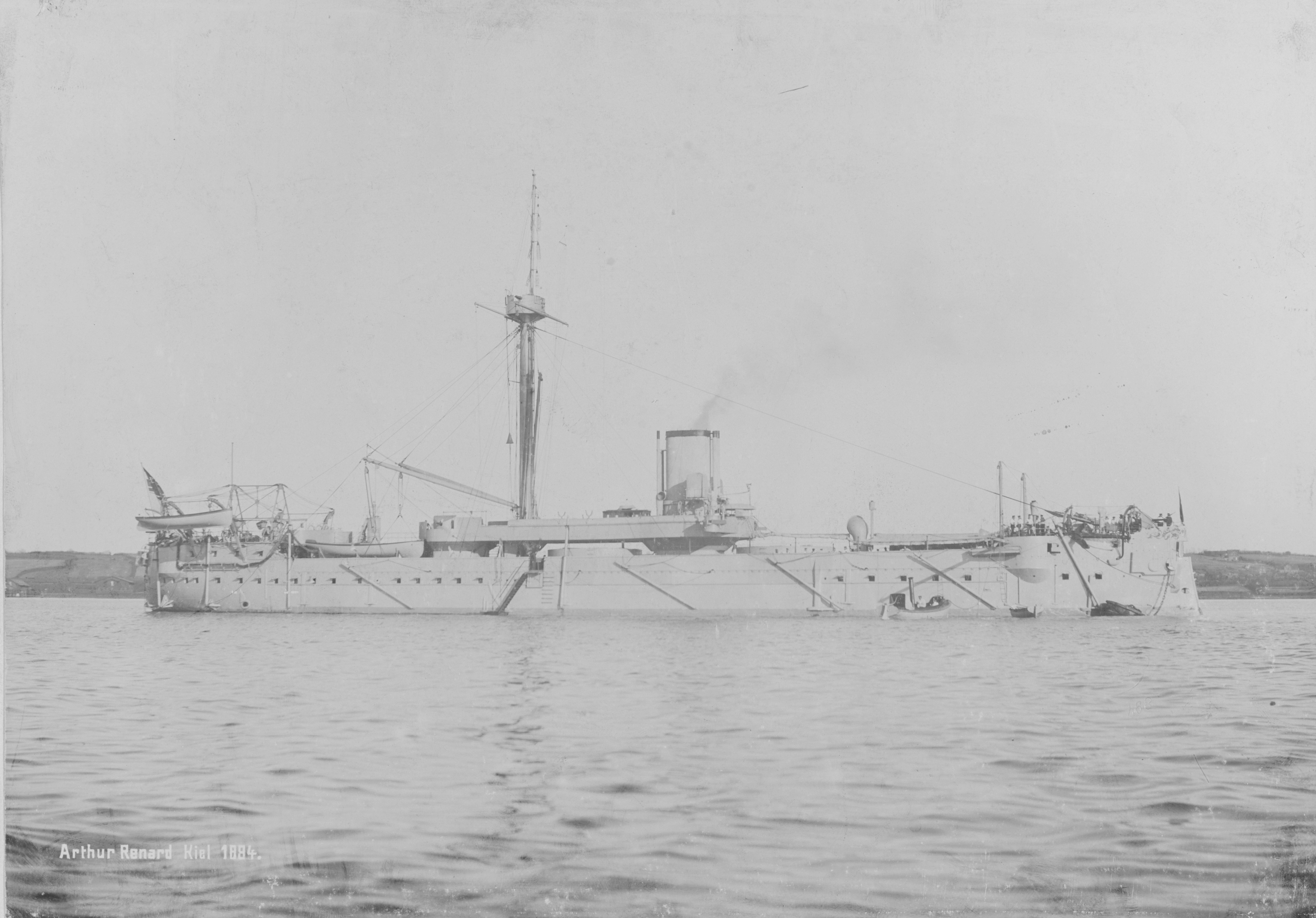
SMS Preussen en el año 1890.

El barco se volvió a poner en servicio el 1 de mayo de 1889 para participar en el programa anual de entrenamiento de verano con la flota. Estos incluyeron ejercicios que comenzaron el 1 de julio. En agosto, el Preußen participó en la primera visita del káiser Guillermo II a Gran Bretaña. El barco fue asignado a la II División, junto con su gemelo Friedrich der Große y los acorazados de la batería central Kaiser y Deutschland, bajo el mando del Konteradmiral Friedrich von Hollmann. Luego, la flota realizó maniobras en el Mar del Norte antes de regresar a Alemania. El Preußen y el resto de la II División se convirtieron en el escuadrón de entrenamiento de la flota en 1889-1890, el primer año en que la Kaiserliche Marine mantuvo una fuerza acorazada durante todo el año. El escuadrón escoltó al yate imperial de Guillermo II hasta el Mediterráneo; el viaje comenzó el 30 de agosto e incluyó visitas de estado a Italia y el Imperio Otomano. El escuadrón permaneció en el Mediterráneo hasta la primavera de 1890, cuando regresó a Alemania. Los buques regresaron a Alemania el 22 de abril.
El Preußen regresó al escuadrón de entrenamiento, que fue reorganizado el 11 de mayo. En junio, acompañó al Káiser en una visita de Estado a Kristiania, (Noruega). El barco participó en la ceremonia de transferencia de la isla de Heligoland del control británico al alemán en el verano de 1890. Estuvo presente durante las maniobras de la flota en septiembre, donde todo el escuadrón blindado de ocho barcos simuló una flota rusa que bloqueaba Kiel. La II División, incluida el Preußen, sirvió como escuadrón de entrenamiento en el invierno de 1890-1891. El escuadrón volvió a cruzar el Mediterráneo, bajo el mando del contralmirante Wilhelm Schröder. El viaje comenzó el 12 de noviembre y concluyó el 18 de abril de 1891. Después de regresar a Alemania, el Preußen se sometió a una extensa revisión. El barco se volvió a poner en servicio a mediados de mayo de 1891 para una ronda final de maniobras de flota con la II División. Tras finalizar el año de formación, fue apartado del servicio por última vez el 9 de octubre y quedó reducido a barco de guardia portuaria a finales de 1891.
Del 9 de enero al 11 de julio de 1893, el buque fue asignado a la División de Reserva del Mar del Norte. Tenía su base en Wilhelmshaven como barco portuario a partir del 16 de noviembre de 1896. Pasó a llamarse SMS Saturn el 12 de noviembre de 1903, para que su nombre pudiera reutilizarse en el nuevo acorazado Preußen. El barco fue eliminado formalmente del registro naval el 21 de mayo de 1906. Posteriormente fue utilizado como pontón para acarreo de carbón para torpederos. Después de ser convertido para este uso, el SMS Saturn podría contener hasta 5.000 t de carbón. Finalmente fue vendido para desguace el 27 de junio de 1919 y desguazado ese año en Wilhelmshaven. Su mascarón de proa se exhibe en el Militärhistorisches Museum der Bundeswehr en Dresde, mientras que su adorno de arco se encuentra en el Deutsches Museum de Munich.